# Concejo Municipal de Paraíso
El Concejo Municipal de Paraíso es el órgano deliberativo y máxima autoridad del cantón de Paraíso, en Cartago, Costa Rica. Está conformado por siete regidores propietarios con voz y voto, y sus respectivos suplentes solo con voz salvo cuando sustituyan a un propietario de su mismo partido. A estos también asisten con voz pero sin voto el alcalde y los síndicos propietarios y suplentes de los seis distritos del cantón. Al igual que el alcalde municipal sus miembros son electos popularmente cada 4 años.

## Conformación del Concejo.
El artículo doce del Código Municipal de Costa Rica, implementado desde 1998, establece que...
El gobierno municipal estará compuesto por un cuerpo deliberativo denominado Concejo e integrado por los regidores que determine la ley, además, por un alcalde y su respectivo suplente, todos de elección popular.
En el caso del cantón de Paraíso, al estar dividido administrativamente en seis distritos, cada uno elige una sindicalía propietaria y suplente, para su representación en el concejo municipal. El número de síndicos ha variado a lo largo de la historia del cantón. Durante muchos años, Paraíso solo se dividía entre Paraíso, Santiago, Orosi y Cachí. Sin embargo, en el año 2004 se creó el distrito de Llanos de Santa Lucía y en 2023, el nuevo distrito de Birrisito. Ambos segregados del distrito central de Paraíso.

### Código Municipal de 1998.

#### Período 2024-2028.
Para las elecciones municipales de 2024, el concejo quedó integrado por una totalidad de cuatro partidos políticos. 
| Partido Político.          | Partido Político. | Alcaldía.                |
| -------------------------- | ----------------- | ------------------------ |
|                            | Unidos Podemos.   | Michaell Álvarez Quirós. |
| Primera Vicealcaldía.      | Unidos Podemos.   |                          |
| Merlyn Rojas Mora.         | Unidos Podemos.   |                          |
| Segunda Vicealcaldía.      | Unidos Podemos.   |                          |
| Roger Ricardo Zúñiga Vega. | Unidos Podemos.   |                          |

El concejo quedó conformado de la siguiente manera, siendo presidente del mismo el regidor Aldo Mata Coghi y vicepresidenta la regidora Silvia Elena Arce Araya.
|                                                                  |                                  |                            |           |           |                              |
| Partidos políticos en el Concejo Municipal de Paraíso 2024-2028. |                                  |                            |           |           |                              |
| Partido político                                                 | Partido político                 | Partido político           | Regidores | Regidores | Regidores                    |
|                                                                  | Unidos Podemos.                  |                            | 3         | P.        | Kattia Alfaro Sáenz.         |
| S.                                                               | Unidos Podemos.                  | María Solano Marín.        | 3         |           |                              |
| P.                                                               | Unidos Podemos.                  | Jaime Coto Espinoza.       | 3         |           |                              |
| S.                                                               | Unidos Podemos.                  | Julio Sánchez Coto.        | 3         |           |                              |
| P.                                                               | Unidos Podemos.                  | Milany Obando Mora.        | 3         |           |                              |
| S.                                                               | Unidos Podemos.                  | Ana Barquero Quesada.      | 3         |           |                              |
|                                                                  | Partido Liberación Nacional.     |                            | 2         | P.        | Luis Diego Calderón Sánchez. |
| S.                                                               | Partido Liberación Nacional.     | Javier Hernández Castillo. | 2         |           |                              |
| P.                                                               | Partido Liberación Nacional.     | Silvia Arce Araya.         | 2         |           |                              |
| S.                                                               | Partido Liberación Nacional.     | Sussana Mata Quesada.      | 2         |           |                              |
|                                                                  | Partido Liberal Progresista.     |                            | 1         | P.        | Aldo Mata Coghi.             |
| S.                                                               | Partido Liberal Progresista.     | Felipe Loaiza Araya.       | 1         |           |                              |
|                                                                  | Partido Unidad Social Cristiana. |                            | 1         | P.        | Agustin Siles Solano.        |
| S.                                                               | Partido Unidad Social Cristiana. | Walter Solano Segura.      | 1         |           |                              |

La asignación de los síndicos quedó de la siguiente manera.
| Partidos políticos según las sindicalías de Paraíso 2024-2028. | Partidos políticos según las sindicalías de Paraíso 2024-2028. | Partidos políticos según las sindicalías de Paraíso 2024-2028. | Partidos políticos según las sindicalías de Paraíso 2024-2028. | Partidos políticos según las sindicalías de Paraíso 2024-2028. | Partidos políticos según las sindicalías de Paraíso 2024-2028. |
| Partido político                                               | Partido político                                               | Partido político                                               |                                                                | Síndicos                                                       | Distrito                                                       |
| -------------------------------------------------------------- | -------------------------------------------------------------- | -------------------------------------------------------------- | -------------------------------------------------------------- | -------------------------------------------------------------- | -------------------------------------------------------------- |
|                                                                | Unidos Podemos..                                               |                                                                | P.                                                             | Patricia Madrigal Ulloa.                                       | Paraíso.                                                       |
| S.                                                             | Unidos Podemos..                                               | Estrinfelojoc Segura Chavarría.                                |                                                                |                                                                | Paraíso.                                                       |
|                                                                | Partido Liberación Nacional.                                   |                                                                | P.                                                             | Yorleni Araya Portuguez.                                       | Santiago.                                                      |
| S.                                                             | Partido Liberación Nacional.                                   | Cristopher Reyes Ballestero.                                   |                                                                |                                                                | Santiago.                                                      |
|                                                                | Unidos Podemos..                                               |                                                                | P.                                                             | Uriel Cortés Araya.                                            | Orosi.                                                         |
| S.                                                             | Unidos Podemos..                                               | Carolina Serrano Torres.                                       |                                                                |                                                                | Orosi.                                                         |
|                                                                | Partido Liberación Nacional.                                   |                                                                | P.                                                             | María Carolina Chinchilla Álvarez.                             | Cachí.                                                         |
| S.                                                             | Partido Liberación Nacional.                                   | Luis Arnoldo Granados Moya.                                    |                                                                |                                                                | Cachí.                                                         |
|                                                                | Unidos Podemos..                                               |                                                                | P.                                                             | Josué Mata Rivera.                                             | Llanos de Santa Lucía.                                         |
| S.                                                             | Unidos Podemos..                                               | Xenia Sánchez Rojas.                                           |                                                                |                                                                | Llanos de Santa Lucía.                                         |
|                                                                | Partido Liberación Nacional.                                   |                                                                | P.                                                             | Ramón Marín Cordero.                                           | Birrisito.                                                     |
| S.                                                             | Partido Liberación Nacional.                                   | María Leandro Quesada.                                         |                                                                |                                                                | Birrisito.                                                     |

#### Período 2020-2024.
Para las elecciones municipales de 2020, el concejo quedó integrado por una totalidad de cinco partidos políticos, de los cuales cuatro tienen participación a nivel nacional y uno a nivel provincial. Esta contienda electoral se caracterizó por un reñido conteo de votos entre el Partido Liberación Nacional y el Partido Accesibilidad Sin Exclusión, resultando triunfador el primero. 
| Partido Político.         | Partido Político.            | Alcaldía.                      |
| ------------------------- | ---------------------------- | ------------------------------ |
|                           | Partido Liberación Nacional. | Carlos Manuel Ramírez Sánchez. |
| Primera Vicealcaldía.     | Partido Liberación Nacional. |                                |
| Marta Avendaño Mata.      | Partido Liberación Nacional. |                                |
| Segunda Vicealcaldía.     | Partido Liberación Nacional. |                                |
| Luis Diego Calderón Meza. | Partido Liberación Nacional. |                                |

El concejo quedó conformado de la siguiente manera, siendo presidente del mismo el regidor Marcos Solano Moya y vicepresidente el regidor Jairo Ramírez Vega durante los primeros dos años del período. Posteriormente serían elegidos en los cargos Julio Sánchez y Yury Acosta, respectivamente.
|                                                                  |                                      |                         |           |           |                        |
| Partidos políticos en el Concejo Municipal de Paraíso 2020-2024. |                                      |                         |           |           |                        |
| Partido político                                                 | Partido político                     | Partido político        | Regidores | Regidores | Regidores              |
|                                                                  | Partido Liberación Nacional.         |                         | 2         | P.        | Marcos Solano Moya.    |
| S.                                                               | Partido Liberación Nacional.         | Bryan Segura Solano.    | 2         |           |                        |
| P.                                                               | Partido Liberación Nacional.         | Yury Acosta Torres.     | 2         |           |                        |
| S.                                                               | Partido Liberación Nacional.         | Silvia Ríos Ruiz.       | 2         |           |                        |
|                                                                  | Partido Accesibilidad Sin Exclusión. |                         | 2         | P.        | Alexander Mata Arroyo. |
| S.                                                               | Partido Accesibilidad Sin Exclusión. | Paula Durán Quirós.     | 2         |           |                        |
| P.                                                               | Partido Accesibilidad Sin Exclusión. | Hellen Vega Calderón.   | 2         |           |                        |
| S.                                                               | Partido Accesibilidad Sin Exclusión. | Walter Obando Segura.   | 2         |           |                        |
|                                                                  | Partido Frente Amplio.               |                         | 1         | P.        | Julio Sánchez Soto.    |
| S.                                                               | Partido Frente Amplio.               | Emilia Coto Moya.       | 1         |           |                        |
|                                                                  | Partido Unidad Social Cristiana.     |                         | 1         | P.        | Jorge Rodríguez Araya. |
| S.                                                               | Partido Unidad Social Cristiana.     | Mercedes Arrieta Irola. | 1         |           |                        |
|                                                                  | Partido Actuemos Ya.                 |                         | 1         | P.        | Jairo Ramírez Vega.    |
| S.                                                               | Partido Actuemos Ya.                 | Ester Ramírez Campos.   | 1         |           |                        |

La asignación de los síndicos quedó de la siguiente manera.
| Partidos políticos según las sindicalías de Paraíso 2020-2024. | Partidos políticos según las sindicalías de Paraíso 2020-2024. | Partidos políticos según las sindicalías de Paraíso 2020-2024. | Partidos políticos según las sindicalías de Paraíso 2020-2024. | Partidos políticos según las sindicalías de Paraíso 2020-2024. | Partidos políticos según las sindicalías de Paraíso 2020-2024. |
| Partido político                                               | Partido político                                               | Partido político                                               |                                                                | Síndicos                                                       | Distrito                                                       |
| -------------------------------------------------------------- | -------------------------------------------------------------- | -------------------------------------------------------------- | -------------------------------------------------------------- | -------------------------------------------------------------- | -------------------------------------------------------------- |
|                                                                | Partido Liberación Nacional.                                   |                                                                | P.                                                             | Javier Hernández Castillo.                                     | Paraíso.                                                       |
| S.                                                             | Partido Liberación Nacional.                                   | Andrea Sánchez Meza.                                           |                                                                |                                                                | Paraíso.                                                       |
| P.                                                             | Partido Liberación Nacional.                                   | Eduardo Morales Chinchilla.                                    | Santiago.                                                      |                                                                |                                                                |
| S.                                                             | Partido Liberación Nacional.                                   | Yorleni Araya Portuguez.                                       | Santiago.                                                      |                                                                |                                                                |
|                                                                | Partido Accesibilidad Sin Exclusión.                           |                                                                | P.                                                             | Uriel Cortés Araya.                                            | Orosi.                                                         |
| S.                                                             | Partido Accesibilidad Sin Exclusión.                           | Kattia Alfaro Sáenz.                                           |                                                                |                                                                | Orosi.                                                         |
|                                                                | Partido Unidad Social Cristiana.                               |                                                                | P.                                                             | Rafael Moya Moya.                                              | Cachí.                                                         |
| S.                                                             | Partido Unidad Social Cristiana.                               | Yismenia Solano Alvarado.                                      |                                                                |                                                                | Cachí.                                                         |
|                                                                | Partido Accesibilidad Sin Exclusión.                           |                                                                | P.                                                             | Jaime Coto Espinoza.                                           | Llanos de Santa Lucía.                                         |
| S.                                                             | Partido Accesibilidad Sin Exclusión.                           | Jaqueline Monge Vindas.                                        |                                                                |                                                                | Llanos de Santa Lucía.                                         |

#### Período 2016-2020.
En las Elecciones municipales de 2016, el concejo se integró por cinco partidos políticos. Cuatro de ellos a nivel nacional y uno a nivel provincial. El concejo quedó conformado de la siguiente manera, siendo presidenta del mismo la regidora Sonia Mata Coto y vicepresidenta la regidora Damaris Solano Mata.
|                                                                  |                                      |                             |           |           |                          |
| Partidos políticos en el Concejo Municipal de Paraíso 2016-2020. |                                      |                             |           |           |                          |
| Partido político                                                 | Partido político                     | Partido político            | Regidores | Regidores | Regidores                |
|                                                                  | Partido Liberación Nacional.         |                             | 2         | P.        | Damaris Solano Castillo. |
| S.                                                               | Partido Liberación Nacional.         | Rosalía Miranda Astorga.    | 2         |           |                          |
| P.                                                               | Partido Liberación Nacional.         | Rolando Solano Avendaño.    | 2         |           |                          |
| S.                                                               | Partido Liberación Nacional.         | Jorge Badilla Araya.        | 2         |           |                          |
|                                                                  | Partido Accesibilidad Sin Exclusión. |                             | 2         | P.        | William Solano Durán.    |
| S.                                                               | Partido Accesibilidad Sin Exclusión. | Selania Loaiza Soto.        | 2         |           |                          |
| P.                                                               | Partido Accesibilidad Sin Exclusión. | Xiomara Sánchez Meza.       | 2         |           |                          |
| S.                                                               | Partido Accesibilidad Sin Exclusión. | Miguel Ángel Ramírez Loría. | 2         |           |                          |
|                                                                  | Partido Verde Ecologista.            |                             | 1         | P.        | Sonia Mata Coto.         |
| S.                                                               | Partido Verde Ecologista.            | Alexander Mata Arroyo.      | 1         |           |                          |
|                                                                  | Partido Unidad Social Cristiana.     |                             | 1         | P.        | Ivannia Solano Vega.     |
| S.                                                               | Partido Unidad Social Cristiana.     | Luis Zúñiga Fernández.      | 1         |           |                          |
|                                                                  | Partido Nuevo Generación.            |                             | 1         | P.        | Nelson Moya Moya.        |
| S.                                                               | Partido Nuevo Generación.            | Nidia María Mata Vargas.    | 1         |           |                          |

Las sindicalías del período se asignaron como se indica a continuación.
| Partidos políticos según las sindicalías de Paraíso 2016-2020. | Partidos políticos según las sindicalías de Paraíso 2016-2020. | Partidos políticos según las sindicalías de Paraíso 2016-2020. | Partidos políticos según las sindicalías de Paraíso 2016-2020. | Partidos políticos según las sindicalías de Paraíso 2016-2020. | Partidos políticos según las sindicalías de Paraíso 2016-2020. |
| Partido político                                               | Partido político                                               | Partido político                                               |                                                                | Síndicos                                                       | Distrito                                                       |
| -------------------------------------------------------------- | -------------------------------------------------------------- | -------------------------------------------------------------- | -------------------------------------------------------------- | -------------------------------------------------------------- | -------------------------------------------------------------- |
|                                                                | Partido Verde Ecologista.                                      |                                                                | P.                                                             | Ana Lorena Castillo Mata.                                      | Paraíso.                                                       |
| S.                                                             | Partido Verde Ecologista.                                      | José Alfredo Brenes Mena.                                      |                                                                |                                                                | Paraíso.                                                       |
|                                                                | Partido Unidad Social Cristiana.                               |                                                                | P.                                                             | Martín Gómez Ramírez.                                          | Santiago.                                                      |
| S.                                                             | Partido Unidad Social Cristiana.                               | Maureen Gómez Ramírez.                                         |                                                                |                                                                | Santiago.                                                      |
|                                                                | Partido Accesibilidad Sin Exclusión.                           |                                                                | P.                                                             | Karla Brenes Segura.                                           | Orosi.                                                         |
| S.                                                             | Partido Accesibilidad Sin Exclusión.                           | Jorge Enrique Moya Araya.                                      |                                                                |                                                                | Orosi.                                                         |
|                                                                | Partido Liberación Nacional.                                   |                                                                | P.                                                             | Luis Arnoldo Granados Moya.                                    | Cachí.                                                         |
| S.                                                             | Partido Liberación Nacional.                                   | Rebeca Roque Granados.                                         |                                                                |                                                                | Cachí.                                                         |
|                                                                | Partido Accesibilidad Sin Exclusión.                           |                                                                | P.                                                             | Michaell Álvarez Quirós.                                       | Llanos de Santa Lucía.                                         |
| S.                                                             | Partido Accesibilidad Sin Exclusión.                           | Magaly Brenes Picado.                                          |                                                                |                                                                | Llanos de Santa Lucía.                                         |

#### Período 2010-2016.
En las elecciones municipales de 2010, el concejo se integró por cinco partidos políticos. Siendo cuatro de ellos participantes a nivel nacional y uno a nivel provincial. El concejo quedó conformado de la siguiente manera. La presidencia del concejo durante este periodo recayó en la regidora Damaris Solano Castillo, mientras que la vicepresidencia en el regidor Raúl Martínez Solano.
| Partidos políticos en el Concejo Municipal de Paraíso 2010-2016. | Partidos políticos en el Concejo Municipal de Paraíso 2010-2016. | Partidos políticos en el Concejo Municipal de Paraíso 2010-2016. | Partidos políticos en el Concejo Municipal de Paraíso 2010-2016. | Partidos políticos en el Concejo Municipal de Paraíso 2010-2016. | Partidos políticos en el Concejo Municipal de Paraíso 2010-2016. |
| Partido político                                                 | Partido político                                                 | Partido político                                                 | Regidores                                                        | Regidores                                                        | Regidores                                                        |
| ---------------------------------------------------------------- | ---------------------------------------------------------------- | ---------------------------------------------------------------- | ---------------------------------------------------------------- | ---------------------------------------------------------------- | ---------------------------------------------------------------- |
|                                                                  | Partido Liberación Nacional.                                     |                                                                  | 3                                                                | P.                                                               | Marta Avendaño Mata.                                             |
| S.                                                               | Partido Liberación Nacional.                                     | Carlos Luis Chaves Chinchilla.                                   | 3                                                                |                                                                  |                                                                  |
| P.                                                               | Partido Liberación Nacional.                                     | Jorge Badilla Castro.                                            | 3                                                                |                                                                  |                                                                  |
| S.                                                               | Partido Liberación Nacional.                                     | Eduardo Morales Chinchilla.                                      | 3                                                                |                                                                  |                                                                  |
| P.                                                               | Partido Liberación Nacional.                                     | Damaris Solano Castillo.                                         | 3                                                                |                                                                  |                                                                  |
| S.                                                               | Partido Liberación Nacional.                                     | Kattia Serrano Guillén.                                          | 3                                                                |                                                                  |                                                                  |
|                                                                  | Partido Acción Ciudadana.                                        |                                                                  | 1                                                                | P.                                                               | Raúl Martínez Solano.                                            |
| S.                                                               | Partido Acción Ciudadana.                                        | Elsie Rocío Chaves Chaves.                                       | 1                                                                |                                                                  |                                                                  |
|                                                                  | Partido Unión Agrícola Cartaginés.                               |                                                                  | 1                                                                | P.                                                               | Elizabeth Morales Quesada.                                       |
| S.                                                               | Partido Unión Agrícola Cartaginés.                               | Bernal Solano Cervantes.                                         | 1                                                                |                                                                  |                                                                  |
|                                                                  | Partido Movimiento Libertario.                                   |                                                                  | 1                                                                | P.                                                               | Luz Cristina Vargas Coto.                                        |
| S.                                                               | Partido Movimiento Libertario.                                   | Gerardo Vega Rivera.                                             | 1                                                                |                                                                  |                                                                  |
|                                                                  | Partido Unidad Social Cristiana.                                 |                                                                  | 1                                                                | P.                                                               | Manuel Morales Orozco.                                           |
| S.                                                               | Partido Unidad Social Cristiana.                                 | Luis Zúñiga Fernández.                                           | 1                                                                |                                                                  |                                                                  |

La asignación por distrito de los síndicos fue la siguiente.
| Partidos políticos según las sindicalías de Paraíso 2010-2016. | Partidos políticos según las sindicalías de Paraíso 2010-2016. | Partidos políticos según las sindicalías de Paraíso 2010-2016. | Partidos políticos según las sindicalías de Paraíso 2010-2016. | Partidos políticos según las sindicalías de Paraíso 2010-2016. | Partidos políticos según las sindicalías de Paraíso 2010-2016. |
| Partido político                                               | Partido político                                               | Partido político                                               |                                                                | Síndicos                                                       | Distrito                                                       |
| -------------------------------------------------------------- | -------------------------------------------------------------- | -------------------------------------------------------------- | -------------------------------------------------------------- | -------------------------------------------------------------- | -------------------------------------------------------------- |
|                                                                | Partido Unidad Social Cristiana.                               |                                                                | P.                                                             | Laura Morales Brenes.                                          | Paraíso.                                                       |
| S.                                                             | Partido Unidad Social Cristiana.                               | Jorge Antonio Solano Solano.                                   |                                                                |                                                                | Paraíso.                                                       |
| P.                                                             | Partido Unidad Social Cristiana.                               | Juan Manuel Ramírez Loría.                                     | Santiago.                                                      |                                                                |                                                                |
| S.                                                             | Partido Unidad Social Cristiana.                               | Laura Sofía Mejía Calderón.                                    | Santiago.                                                      |                                                                |                                                                |
|                                                                | Partido Liberación Nacional.                                   |                                                                | P.                                                             | Rolando Picado Solano.                                         | Orosi.                                                         |
| S.                                                             | Partido Liberación Nacional.                                   | Floribeth Coto Quirós.                                         |                                                                |                                                                | Orosi.                                                         |
| P.                                                             | Partido Liberación Nacional.                                   | Luis Arnoldo Granados Moya.                                    | Cachí.                                                         |                                                                |                                                                |
| S.                                                             | Partido Liberación Nacional.                                   | Yorye Álvarez Garbanzo.                                        | Cachí.                                                         |                                                                |                                                                |
| P.                                                             | Partido Liberación Nacional.                                   | Steven Aguilar Brenes.                                         | Llanos de Santa Lucía.                                         |                                                                |                                                                |
| S.                                                             | Partido Liberación Nacional.                                   | Selania Loaiza Soto.                                           | Llanos de Santa Lucía.                                         |                                                                |                                                                |

#### Período 2006-2010.
En las elecciones municipales de 2006, el concejo se integró por cinco partidos políticos. Siendo cuatro de ellos partidos a nivel nacional y uno a nivel provincial. El concejo quedó conformado de la siguiente manera. Ostentó la presidencia del concejo durante este período el regidor Róger Zúñiga Vega, acompañado del regidor Gerardo Quirós Soto, en la vicepresidencia. Fue la primera contienda electoral en la que participaría Llanos de Santa Lucía como distrito independiente, obteniendo por primera vez una sindicalía y un concejo de distrito.
| Partidos políticos en el Concejo Municipal de Paraíso 2006-2010. | Partidos políticos en el Concejo Municipal de Paraíso 2006-2010. | Partidos políticos en el Concejo Municipal de Paraíso 2006-2010. | Partidos políticos en el Concejo Municipal de Paraíso 2006-2010. | Partidos políticos en el Concejo Municipal de Paraíso 2006-2010. | Partidos políticos en el Concejo Municipal de Paraíso 2006-2010. |
| Partido político                                                 | Partido político                                                 | Partido político                                                 | Regidores                                                        | Regidores                                                        | Regidores                                                        |
| ---------------------------------------------------------------- | ---------------------------------------------------------------- | ---------------------------------------------------------------- | ---------------------------------------------------------------- | ---------------------------------------------------------------- | ---------------------------------------------------------------- |
|                                                                  | Partido Liberación Nacional.                                     |                                                                  | 2                                                                | P.                                                               | Marcos Armando Solano Moya.                                      |
| S.                                                               | Partido Liberación Nacional.                                     | Jorge Enrique Arce Arce.                                         | 2                                                                |                                                                  |                                                                  |
| P.                                                               | Partido Liberación Nacional.                                     | Róger Ricardo Zúñiga Vega.                                       | 2                                                                |                                                                  |                                                                  |
| S.                                                               | Partido Liberación Nacional.                                     | William Salazar Calderón.                                        | 2                                                                |                                                                  |                                                                  |
|                                                                  | Partido Acción Ciudadana.                                        |                                                                  | 2                                                                | P.                                                               | Gerardo Alexis Quirós Soto.                                      |
| S.                                                               | Partido Acción Ciudadana.                                        | Xinia María Brenes Chaves.                                       | 2                                                                |                                                                  |                                                                  |
| P.                                                               | Partido Acción Ciudadana.                                        | Marilyn Carolina Araya Alfaro.                                   | 2                                                                |                                                                  |                                                                  |
| S.                                                               | Partido Acción Ciudadana.                                        | Raul Martínez Morales.                                           | 2                                                                |                                                                  |                                                                  |
|                                                                  | Partido Movimiento Libertario.                                   |                                                                  | 1                                                                | P.                                                               | Jorge Luis Moya Cortés                                           |
| S.                                                               | Partido Movimiento Libertario.                                   | Edwin Zúñiga Araya.                                              | 1                                                                |                                                                  |                                                                  |
|                                                                  | Partido Unidad Social Cristiana.                                 |                                                                  | 1                                                                | P.                                                               | Manuel Morales Orozco.                                           |
| S.                                                               | Partido Unidad Social Cristiana.                                 | Gerardo Vega Rivera.                                             | 1                                                                |                                                                  |                                                                  |
|                                                                  | Partido Unión Agrícola Cartaginés.                               |                                                                  | 1                                                                | P.                                                               | Vera Cecilia Barquero Solano.                                    |
| S.                                                               | Partido Unión Agrícola Cartaginés.                               | Elizabeth Morales Quesada.                                       | 1                                                                |                                                                  |                                                                  |

La asignación por distrito de los síndicos fue la siguiente.
| Partidos políticos según las sindicalías de Paraíso 2006-2010. | Partidos políticos según las sindicalías de Paraíso 2006-2010. | Partidos políticos según las sindicalías de Paraíso 2006-2010. | Partidos políticos según las sindicalías de Paraíso 2006-2010. | Partidos políticos según las sindicalías de Paraíso 2006-2010. | Partidos políticos según las sindicalías de Paraíso 2006-2010. |
| Partido político                                               | Partido político                                               | Partido político                                               |                                                                | Síndicos                                                       | Distrito                                                       |
| -------------------------------------------------------------- | -------------------------------------------------------------- | -------------------------------------------------------------- | -------------------------------------------------------------- | -------------------------------------------------------------- | -------------------------------------------------------------- |
|                                                                | Partido Movimiento Libertario.                                 |                                                                | P.                                                             | Mario Antonio Fonseca Artavia.                                 | Paraíso.                                                       |
| S.                                                             | Partido Movimiento Libertario.                                 | Virginia Rosas Varela.                                         |                                                                |                                                                | Paraíso.                                                       |
| P.                                                             | Partido Movimiento Libertario.                                 | María Rosa Soto Fernández.                                     | Santiago.                                                      |                                                                |                                                                |
| S.                                                             | Partido Movimiento Libertario.                                 | José Ángel Hernández González.                                 | Santiago.                                                      |                                                                |                                                                |
| P.                                                             | Partido Movimiento Libertario.                                 | Álvaro Martín Gómez Granados.                                  | Orosi.                                                         |                                                                |                                                                |
| S.                                                             | Partido Movimiento Libertario.                                 | Ivannia Solano Vega.                                           | Orosi.                                                         |                                                                |                                                                |
| P.                                                             | Partido Movimiento Libertario.                                 | Fernando Antonio Chaves Rosas.                                 | Cachí.                                                         |                                                                |                                                                |
| S.                                                             | Partido Movimiento Libertario.                                 | Rosalía Miranda Astorga.                                       | Cachí.                                                         |                                                                |                                                                |
|                                                                | Partido Liberación Nacional.                                   |                                                                | P.                                                             | Alfonso Brenes Moya.                                           | Llanos de Santa Lucía.                                         |
| S.                                                             | Partido Liberación Nacional.                                   | Gloriana Piedra Leitón.                                        |                                                                |                                                                | Llanos de Santa Lucía.                                         |

#### Período 2002-2006.
En las elecciones municipales de 2002, el concejo se integró por cinco partidos políticos. Siendo cuatro de ellos partidos a nivel nacional y uno a nivel provincial. El concejo quedó conformado de la siguiente manera. El regidor Jorge Luis Moya Cortés fue electo presidente del concejo.
| Partidos políticos en el Concejo Municipal de Paraíso 2002-2006. | Partidos políticos en el Concejo Municipal de Paraíso 2002-2006. | Partidos políticos en el Concejo Municipal de Paraíso 2002-2006. | Partidos políticos en el Concejo Municipal de Paraíso 2002-2006. | Partidos políticos en el Concejo Municipal de Paraíso 2002-2006. | Partidos políticos en el Concejo Municipal de Paraíso 2002-2006. |
| Partido político                                                 | Partido político                                                 | Partido político                                                 | Regidores                                                        | Regidores                                                        | Regidores                                                        |
| ---------------------------------------------------------------- | ---------------------------------------------------------------- | ---------------------------------------------------------------- | ---------------------------------------------------------------- | ---------------------------------------------------------------- | ---------------------------------------------------------------- |
|                                                                  | Partido Liberación Nacional.                                     |                                                                  | 2                                                                | P.                                                               | Anselmo Bonilla Delgado.                                         |
| S.                                                               | Partido Liberación Nacional.                                     | Marcos Solano Moya.                                              | 2                                                                |                                                                  |                                                                  |
| P.                                                               | Partido Liberación Nacional.                                     | Anayansi Orozco Solano.                                          | 2                                                                |                                                                  |                                                                  |
| S.                                                               | Partido Liberación Nacional.                                     | Ligia Leitón Solano.                                             | 2                                                                |                                                                  |                                                                  |
|                                                                  | Partido Unidad Social Cristiana.                                 |                                                                  | 2                                                                | P.                                                               | Gerardo Loría Montoya.                                           |
| S.                                                               | Partido Unidad Social Cristiana.                                 | Gerardo Vega Rivera.                                             | 2                                                                |                                                                  |                                                                  |
| P.                                                               | Partido Unidad Social Cristiana.                                 | Vera Cecilia Barquero Solano.                                    | 2                                                                |                                                                  |                                                                  |
| S.                                                               | Partido Unidad Social Cristiana.                                 | Karla Ramírez Chinchilla.                                        | 2                                                                |                                                                  |                                                                  |
|                                                                  | Partido Acción Ciudadana.                                        |                                                                  | 1                                                                | P.                                                               | David Fernando Valverde Brenes.                                  |
| S.                                                               | Partido Acción Ciudadana.                                        | Rafael Ángel Araya Carvajal.                                     | 1                                                                |                                                                  |                                                                  |
|                                                                  | Partido Fuerza Democrática.                                      |                                                                  | 1                                                                | P.                                                               | Jorge Luis Moya Cortés.                                          |
| S.                                                               | Partido Fuerza Democrática.                                      | Luis Arnoldo Granados Morales.                                   | 1                                                                |                                                                  |                                                                  |
|                                                                  | Partido Auténtico Paraiseño.                                     |                                                                  | 1                                                                | P.                                                               | Ronald Gerardo Fallas Morales.                                   |
| S.                                                               | Partido Auténtico Paraiseño.                                     | Sigifredo García Meza.                                           | 1                                                                |                                                                  |                                                                  |

La asignación por distrito de los síndicos fue la siguiente.
| Partidos políticos según las sindicalías de Paraíso 2002-2006. | Partidos políticos según las sindicalías de Paraíso 2002-2006. | Partidos políticos según las sindicalías de Paraíso 2002-2006. | Partidos políticos según las sindicalías de Paraíso 2002-2006. | Partidos políticos según las sindicalías de Paraíso 2002-2006. | Partidos políticos según las sindicalías de Paraíso 2002-2006. |
| Partido político                                               | Partido político                                               | Partido político                                               | Síndicos                                                       | Síndicos                                                       | Distrito                                                       |
| -------------------------------------------------------------- | -------------------------------------------------------------- | -------------------------------------------------------------- | -------------------------------------------------------------- | -------------------------------------------------------------- | -------------------------------------------------------------- |
|                                                                | Partido Auténtico Paraiseño.                                   |                                                                | P.                                                             | Rodrigo Alberto Bravo Maroto.                                  | Paraíso.                                                       |
| S.                                                             | Partido Auténtico Paraiseño.                                   | Virginia Rosas Varela.                                         |                                                                |                                                                | Paraíso.                                                       |
|                                                                | Partido Liberación Nacional.                                   |                                                                | P.                                                             | José Alfonso Castillo Solano.                                  | Santiago.                                                      |
| S.                                                             | Partido Liberación Nacional.                                   | María de los Ángeles Ramírez Sánchez.                          |                                                                |                                                                | Santiago.                                                      |
|                                                                | Partido Auténtico Paraiseño.                                   |                                                                | P.                                                             | Gerardo Mata Flores.                                           | Orosi.                                                         |
| S.                                                             | Partido Auténtico Paraiseño.                                   | Alexandra Martínez Chavarría.                                  |                                                                |                                                                | Orosi.                                                         |
|                                                                | Partido Liberación Nacional.                                   |                                                                | P.                                                             | Ileana Jeannette Álvarez Chaves.                               | Cachí.                                                         |
| S.                                                             | Partido Liberación Nacional.                                   | Jorge Enrique Arce Arce.                                       |                                                                |                                                                | Cachí.                                                         |

#### Período 1998-2002.
Este periodo se considera un periodo de transición entre el régimen municipal anterior y el establecido con el código municipal de 1998. En estas elecciones solo fueron escogidas las regidurías y sindicalías, y el Concejo Municipal designaba a un "ejecutivo municipal", quien ostentaba la administración del municipio, en calidad de lo que posteriormente se conocería como alcalde. Además, en estas elecciones el Concejo Municipal de Paraíso contó con nueve regidurías.
| Partidos políticos en el Concejo Municipal de Paraíso 1998-2002. | Partidos políticos en el Concejo Municipal de Paraíso 1998-2002. | Partidos políticos en el Concejo Municipal de Paraíso 1998-2002. | Partidos políticos en el Concejo Municipal de Paraíso 1998-2002. | Partidos políticos en el Concejo Municipal de Paraíso 1998-2002. | Partidos políticos en el Concejo Municipal de Paraíso 1998-2002. |
| Partido político                                                 | Partido político                                                 | Partido político                                                 | Regidores                                                        | Regidores                                                        | Regidores                                                        |
| ---------------------------------------------------------------- | ---------------------------------------------------------------- | ---------------------------------------------------------------- | ---------------------------------------------------------------- | ---------------------------------------------------------------- | ---------------------------------------------------------------- |
|                                                                  | Partido Liberación Nacional.                                     |                                                                  | 4                                                                | P.                                                               | Luis Eduardo Morales Quesada                                     |
| S.                                                               | Partido Liberación Nacional.                                     | Anayansy Orozco Solano                                           | 4                                                                |                                                                  |                                                                  |
| P.                                                               | Partido Liberación Nacional.                                     | Dauren Rivera Cordero                                            | 4                                                                |                                                                  |                                                                  |
| S.                                                               | Partido Liberación Nacional.                                     | Carlos Manuel Siles Berrocal                                     | 4                                                                |                                                                  |                                                                  |
| P.                                                               | Partido Liberación Nacional.                                     | Gerardo Argüello Ramírez                                         | 4                                                                |                                                                  |                                                                  |
| S.                                                               | Partido Liberación Nacional.                                     | Milagro Solano Roque                                             | 4                                                                |                                                                  |                                                                  |
| P.                                                               | Partido Liberación Nacional.                                     | William Gerardo Mora Brenes                                      | 4                                                                |                                                                  |                                                                  |
| S.                                                               | Partido Liberación Nacional.                                     | María Rosa Soto Fernández                                        | 4                                                                |                                                                  |                                                                  |
|                                                                  | Partido Unidad Social Cristiana.                                 |                                                                  | 3                                                                | P.                                                               | Jorge Rodríguez Araya                                            |
| S.                                                               | Partido Unidad Social Cristiana.                                 | Rosie Ramírez Chinchilla                                         | 3                                                                |                                                                  |                                                                  |
| P.                                                               | Partido Unidad Social Cristiana.                                 | Maribelle Sancho Fernández                                       | 3                                                                |                                                                  |                                                                  |
| S.                                                               | Partido Unidad Social Cristiana.                                 | Miguel Antonio Peña Coto                                         | 3                                                                |                                                                  |                                                                  |
| P.                                                               | Partido Unidad Social Cristiana.                                 | Fernando Antonio Chaves Rosas                                    | 3                                                                |                                                                  |                                                                  |
| S.                                                               | Partido Unidad Social Cristiana.                                 | María Elena Chinchilla Moya                                      | 3                                                                |                                                                  |                                                                  |
| Pueblo Unido                                                     | Pueblo Unido                                                     |                                                                  | 1                                                                | P.                                                               | Francisco Chinchilla Moya                                        |
| Pueblo Unido                                                     | Pueblo Unido                                                     | S.                                                               | 1                                                                | Jorge Luis Moya Cortés                                           |                                                                  |
| Partido Convergencia Nacional                                    | Partido Convergencia Nacional                                    |                                                                  | 1                                                                | P.                                                               | Enrique Mesén Rivera                                             |
| Partido Convergencia Nacional                                    | Partido Convergencia Nacional                                    | S.                                                               | 1                                                                | Rafael Ángel Mata Solano                                         |                                                                  |

La asignación por distrito de los síndicos fue la siguiente.
| Partidos políticos según las sindicalías de Paraíso 1998-2002. | Partidos políticos según las sindicalías de Paraíso 1998-2002. | Partidos políticos según las sindicalías de Paraíso 1998-2002. | Partidos políticos según las sindicalías de Paraíso 1998-2002. | Partidos políticos según las sindicalías de Paraíso 1998-2002. | Partidos políticos según las sindicalías de Paraíso 1998-2002. |
| Partido político                                               | Partido político                                               | Partido político                                               | Síndicos                                                       | Síndicos                                                       | Distrito                                                       |
| -------------------------------------------------------------- | -------------------------------------------------------------- | -------------------------------------------------------------- | -------------------------------------------------------------- | -------------------------------------------------------------- | -------------------------------------------------------------- |
|                                                                | Partido Liberación Nacional.                                   |                                                                | P.                                                             | Eligio Fonseca Gamboa                                          | Paraíso.                                                       |
| S.                                                             | Partido Liberación Nacional.                                   | Marlene Alvarado Siles                                         |                                                                |                                                                | Paraíso.                                                       |
| P.                                                             | Partido Liberación Nacional.                                   | Asdrúbal Castillo Vásquez                                      | Santiago.                                                      |                                                                |                                                                |
| S.                                                             | Partido Liberación Nacional.                                   | Clara Argentina Calderón Quesada                               | Santiago.                                                      |                                                                |                                                                |
|                                                                | Partido Unidad Social Cristiana.                               |                                                                | P.                                                             | Laura Tatiana Ilama Arroyo                                     | Orosi.                                                         |
| S.                                                             | Partido Unidad Social Cristiana.                               | José Joaquín Barquero Rojas                                    |                                                                |                                                                | Orosi.                                                         |
| P.                                                             | Partido Unidad Social Cristiana.                               | Olman Vinicio Corrales Rivera                                  | Cachí.                                                         |                                                                |                                                                |
| S.                                                             | Partido Unidad Social Cristiana.                               | Fanny María Moya Serrano                                       | Cachí.                                                         |                                                                |                                                                |

### Código Municipal de 1970.

#### Período 1994-1998.
Para las elecciones generales de 1994 en Costa Rica, la conformación del Concejo Municipal fue de siete regidores. La distribución fue la siguiente.
| Partidos políticos en el Concejo Municipal de Paraíso 1994-1998. | Partidos políticos en el Concejo Municipal de Paraíso 1994-1998. | Partidos políticos en el Concejo Municipal de Paraíso 1994-1998. | Partidos políticos en el Concejo Municipal de Paraíso 1994-1998. | Partidos políticos en el Concejo Municipal de Paraíso 1994-1998. | Partidos políticos en el Concejo Municipal de Paraíso 1994-1998. |
| Partido político                                                 | Partido político                                                 | Partido político                                                 | Regidores                                                        | Regidores                                                        | Regidores                                                        |
| ---------------------------------------------------------------- | ---------------------------------------------------------------- | ---------------------------------------------------------------- | ---------------------------------------------------------------- | ---------------------------------------------------------------- | ---------------------------------------------------------------- |
|                                                                  | Partido Unidad Social Cristiana.                                 |                                                                  | 3                                                                | P.                                                               | Luis Alejandro Moya Aguilar                                      |
| S.                                                               | Partido Unidad Social Cristiana.                                 | Ángel Antonio Sánchez Brenes                                     | 3                                                                |                                                                  |                                                                  |
| P.                                                               | Partido Unidad Social Cristiana.                                 | Vinicio Chaves Garita                                            | 3                                                                |                                                                  |                                                                  |
| S.                                                               | Partido Unidad Social Cristiana.                                 | Miguel Antonio Peña Coto                                         | 3                                                                |                                                                  |                                                                  |
| P.                                                               | Partido Unidad Social Cristiana.                                 | Miguel Ángel Segura Sáenz                                        | 3                                                                |                                                                  |                                                                  |
| S.                                                               | Partido Unidad Social Cristiana.                                 | Manuel Jenaro Araya Alfaro                                       | 3                                                                |                                                                  |                                                                  |
|                                                                  | Partido Liberación Nacional.                                     |                                                                  | 3                                                                | P.                                                               | Anselmo Bonilla Delgado                                          |
| S.                                                               | Partido Liberación Nacional.                                     | Ana Isabel Ramírez Meza                                          | 3                                                                |                                                                  |                                                                  |
| P.                                                               | Partido Liberación Nacional.                                     | William Gerardo Mora Brenes                                      | 3                                                                |                                                                  |                                                                  |
| S.                                                               | Partido Liberación Nacional.                                     | Rafael Antonio Serrano Masís                                     | 3                                                                |                                                                  |                                                                  |
| P.                                                               | Partido Liberación Nacional.                                     | María Rosa Soto Fernández                                        | 3                                                                |                                                                  |                                                                  |
| S.                                                               | Partido Liberación Nacional.                                     | Jorge Enrique Arce Arce                                          | 3                                                                |                                                                  |                                                                  |
| Partido Fuerza Democrática                                       | Partido Fuerza Democrática                                       |                                                                  | 1                                                                | P.                                                               | José Rafael Meza Quesada                                         |
| Partido Fuerza Democrática                                       | Partido Fuerza Democrática                                       | S.                                                               | 1                                                                | Gerardo Bonilla Chaves                                           |                                                                  |

La asignación por distrito de las sindicalías fue la siguiente.
| Partidos políticos según las sindicalías de Paraíso 1994-1998. | Partidos políticos según las sindicalías de Paraíso 1994-1998. | Partidos políticos según las sindicalías de Paraíso 1994-1998. | Partidos políticos según las sindicalías de Paraíso 1994-1998. | Partidos políticos según las sindicalías de Paraíso 1994-1998. | Partidos políticos según las sindicalías de Paraíso 1994-1998. |
| Partido político                                               | Partido político                                               | Partido político                                               | Síndicos                                                       | Síndicos                                                       | Distrito                                                       |
| -------------------------------------------------------------- | -------------------------------------------------------------- | -------------------------------------------------------------- | -------------------------------------------------------------- | -------------------------------------------------------------- | -------------------------------------------------------------- |
|                                                                | Partido Liberación Nacional.                                   |                                                                | P.                                                             | José Miguel Fonseca Madriz                                     | Paraíso.                                                       |
| S.                                                             | Partido Liberación Nacional.                                   | Arnoldo Alcázar Chinchilla                                     |                                                                |                                                                | Paraíso.                                                       |
| P.                                                             | Partido Liberación Nacional.                                   | Carlos María Zúñiga Méndez                                     | Santiago.                                                      |                                                                |                                                                |
| S.                                                             | Partido Liberación Nacional.                                   | Damaris Brenes Serrano                                         | Santiago.                                                      |                                                                |                                                                |
|                                                                | Partido Unidad Social Cristiana.                               |                                                                | P.                                                             | Maribel Sancho Fernández                                       | Orosi.                                                         |
| S.                                                             | Partido Unidad Social Cristiana.                               | Luis Mariano Portuguez Miranda                                 |                                                                |                                                                | Orosi.                                                         |
| P.                                                             | Partido Unidad Social Cristiana.                               | Mariano Chinchilla Rivera                                      | Cachí.                                                         |                                                                |                                                                |
| S.                                                             | Partido Unidad Social Cristiana.                               | Rafael Moya Moya                                               | Cachí.                                                         |                                                                |                                                                |

#### Período 1990-1994.
Para las elecciones generales de 1990 en Costa Rica, la conformación del Concejo Municipal fue de siete regidores. La distribución fue la siguiente.
| Partidos políticos en el Concejo Municipal de Paraíso 1990-1994. | Partidos políticos en el Concejo Municipal de Paraíso 1990-1994. | Partidos políticos en el Concejo Municipal de Paraíso 1990-1994. | Partidos políticos en el Concejo Municipal de Paraíso 1990-1994. | Partidos políticos en el Concejo Municipal de Paraíso 1990-1994. | Partidos políticos en el Concejo Municipal de Paraíso 1990-1994. |
| Partido político                                                 | Partido político                                                 | Partido político                                                 | Regidores                                                        | Regidores                                                        | Regidores                                                        |
| ---------------------------------------------------------------- | ---------------------------------------------------------------- | ---------------------------------------------------------------- | ---------------------------------------------------------------- | ---------------------------------------------------------------- | ---------------------------------------------------------------- |
|                                                                  | Partido Unidad Social Cristiana.                                 |                                                                  | 4                                                                | P.                                                               | Marvin Solano Zúñiga                                             |
| S.                                                               | Partido Unidad Social Cristiana.                                 | William Solano Durán                                             | 4                                                                |                                                                  |                                                                  |
| P.                                                               | Partido Unidad Social Cristiana.                                 | Víctor Manuel Arce Cortés                                        | 4                                                                |                                                                  |                                                                  |
| S.                                                               | Partido Unidad Social Cristiana.                                 | Fernando Antonio Chaves Rosas                                    | 4                                                                |                                                                  |                                                                  |
| P.                                                               | Partido Unidad Social Cristiana.                                 | Octavio Gómez Ramírez                                            | 4                                                                |                                                                  |                                                                  |
| S.                                                               | Partido Unidad Social Cristiana.                                 | Gerardo Loría Montoya                                            | 4                                                                |                                                                  |                                                                  |
| P.                                                               | Partido Unidad Social Cristiana.                                 | Jorge Alberto Barquero Cerdas                                    | 4                                                                |                                                                  |                                                                  |
| S.                                                               | Partido Unidad Social Cristiana.                                 | Isaac Fonseca Artavia                                            | 4                                                                |                                                                  |                                                                  |
|                                                                  | Partido Liberación Nacional.                                     |                                                                  | 3                                                                | P.                                                               | Roger Solano Castillo                                            |
| S.                                                               | Partido Liberación Nacional.                                     | José Miguel Loaiza Barquero                                      | 3                                                                |                                                                  |                                                                  |
| P.                                                               | Partido Liberación Nacional.                                     | Francisco Solano Fonseca                                         | 3                                                                |                                                                  |                                                                  |
| S.                                                               | Partido Liberación Nacional.                                     | José Alfonso Castillo Solano                                     | 3                                                                |                                                                  |                                                                  |
| P.                                                               | Partido Liberación Nacional.                                     | Analicia Quirós Bonilla                                          | 3                                                                |                                                                  |                                                                  |
| S.                                                               | Partido Liberación Nacional.                                     | Arnoldo Siles Ramírez                                            | 3                                                                |                                                                  |                                                                  |

La asignación por distrito de las sindicalías fue la siguiente.
| Partidos políticos según las sindicalías de Paraíso 1990-1994. | Partidos políticos según las sindicalías de Paraíso 1990-1994. | Partidos políticos según las sindicalías de Paraíso 1990-1994. | Partidos políticos según las sindicalías de Paraíso 1990-1994. | Partidos políticos según las sindicalías de Paraíso 1990-1994. | Partidos políticos según las sindicalías de Paraíso 1990-1994. |
| Partido político                                               | Partido político                                               | Partido político                                               | Síndicos                                                       | Síndicos                                                       | Distrito                                                       |
| -------------------------------------------------------------- | -------------------------------------------------------------- | -------------------------------------------------------------- | -------------------------------------------------------------- | -------------------------------------------------------------- | -------------------------------------------------------------- |
|                                                                | Partido Liberación Nacional.                                   |                                                                | P.                                                             | Vera Cecilia Barquero Solano                                   | Paraíso.                                                       |
| S.                                                             | Partido Liberación Nacional.                                   | Gerardo Alexis Quirós Soto                                     |                                                                |                                                                | Paraíso.                                                       |
| P.                                                             | Partido Liberación Nacional.                                   | Rafael Ángel Sandoval Castillo                                 | Santiago.                                                      |                                                                |                                                                |
| S.                                                             | Partido Liberación Nacional.                                   | Patrocinio Salazar Calderón                                    | Santiago.                                                      |                                                                |                                                                |
|                                                                | Partido Unidad Social Cristiana.                               |                                                                | P.                                                             | Carlos Alberto Chaves Granados                                 | Orosi.                                                         |
| S.                                                             | Partido Unidad Social Cristiana.                               | Vinicio Chaves Garita                                          |                                                                |                                                                | Orosi.                                                         |
| P.                                                             | Partido Unidad Social Cristiana.                               | José Francisco Coto Vargas                                     | Cachí.                                                         |                                                                |                                                                |
| S.                                                             | Partido Unidad Social Cristiana.                               | Rafael Ángel Astorga Alfaro                                    | Cachí.                                                         |                                                                |                                                                |

#### Período 1986-1990.
Para las elecciones generales de 1986 en Costa Rica, la conformación del Concejo Municipal fue de siete regidores. La distribución fue la siguiente.
| Partidos políticos en el Concejo Municipal de Paraíso 1986-1990. | Partidos políticos en el Concejo Municipal de Paraíso 1986-1990. | Partidos políticos en el Concejo Municipal de Paraíso 1986-1990. | Partidos políticos en el Concejo Municipal de Paraíso 1986-1990. | Partidos políticos en el Concejo Municipal de Paraíso 1986-1990. | Partidos políticos en el Concejo Municipal de Paraíso 1986-1990. |
| Partido político                                                 | Partido político                                                 | Partido político                                                 | Regidores                                                        | Regidores                                                        | Regidores                                                        |
| ---------------------------------------------------------------- | ---------------------------------------------------------------- | ---------------------------------------------------------------- | ---------------------------------------------------------------- | ---------------------------------------------------------------- | ---------------------------------------------------------------- |
|                                                                  | Partido Liberación Nacional.                                     |                                                                  | 3                                                                | P.                                                               | Mainor Gerardo Cordero Cerdas                                    |
| S.                                                               | Partido Liberación Nacional.                                     | Luis Fernando Mata Solano                                        | 3                                                                |                                                                  |                                                                  |
| P.                                                               | Partido Liberación Nacional.                                     | Fernando Enrique Ríos Aguirre                                    | 3                                                                |                                                                  |                                                                  |
| S.                                                               | Partido Liberación Nacional.                                     | Johnny Enrique Ramírez Pérez                                     | 3                                                                |                                                                  |                                                                  |
| P.                                                               | Partido Liberación Nacional.                                     | Adrián Chinchilla Solano                                         | 3                                                                |                                                                  |                                                                  |
| S.                                                               | Partido Liberación Nacional.                                     | Dagoberto Astorga Masís                                          | 3                                                                |                                                                  |                                                                  |
|                                                                  | Partido Unidad Social Cristiana.                                 |                                                                  | 3                                                                | P.                                                               | Jorge Enrique Arce Arce                                          |
| S.                                                               | Partido Unidad Social Cristiana.                                 | Gladys Solano Poltronieri                                        | 3                                                                |                                                                  |                                                                  |
| P.                                                               | Partido Unidad Social Cristiana.                                 | Claudio Marín Alvarado                                           | 3                                                                |                                                                  |                                                                  |
| S.                                                               | Partido Unidad Social Cristiana.                                 | Rogelio Madriz Marín                                             | 3                                                                |                                                                  |                                                                  |
| P.                                                               | Partido Unidad Social Cristiana.                                 | Jorge Vargas Montoya                                             | 3                                                                |                                                                  |                                                                  |
| S.                                                               | Partido Unidad Social Cristiana.                                 | Jorge Armando Coto Ramírez                                       | 3                                                                |                                                                  |                                                                  |
| Pueblo Unido                                                     | Pueblo Unido                                                     |                                                                  | 1                                                                | P.                                                               | José Rafael Meza Moya                                            |
| Pueblo Unido                                                     | Pueblo Unido                                                     | S.                                                               | 1                                                                | Francisco Chinchilla Moya                                        |                                                                  |

La asignación por distrito de las sindicalías fue la siguiente.
| Partidos políticos según las sindicalías de Paraíso 1986-1990. | Partidos políticos según las sindicalías de Paraíso 1986-1990. | Partidos políticos según las sindicalías de Paraíso 1986-1990. | Partidos políticos según las sindicalías de Paraíso 1986-1990. | Partidos políticos según las sindicalías de Paraíso 1986-1990. | Partidos políticos según las sindicalías de Paraíso 1986-1990. |
| Partido político                                               | Partido político                                               | Partido político                                               | Síndicos                                                       | Síndicos                                                       | Distrito                                                       |
| -------------------------------------------------------------- | -------------------------------------------------------------- | -------------------------------------------------------------- | -------------------------------------------------------------- | -------------------------------------------------------------- | -------------------------------------------------------------- |
|                                                                | Partido Liberación Nacional.                                   |                                                                | P.                                                             | Eligio Fonseca Gamboa                                          | Paraíso.                                                       |
| S.                                                             | Partido Liberación Nacional.                                   | Enrique Navarro Cordero                                        |                                                                |                                                                | Paraíso.                                                       |
| P.                                                             | Partido Liberación Nacional.                                   | Nelson Argüello Ramírez                                        | Santiago.                                                      |                                                                |                                                                |
| S.                                                             | Partido Liberación Nacional.                                   | Mario Redondo Vega                                             | Santiago.                                                      |                                                                |                                                                |
|                                                                | Partido Unidad Social Cristiana.                               |                                                                | P.                                                             | Gerardo Antonio Rivera Arroyo                                  | Orosi.                                                         |
| S.                                                             | Partido Unidad Social Cristiana.                               | Jorge Siles Portuguez                                          |                                                                |                                                                | Orosi.                                                         |
| P.                                                             | Partido Unidad Social Cristiana.                               | Francisco Solano Fonseca                                       | Cachí.                                                         |                                                                |                                                                |
| S.                                                             | Partido Unidad Social Cristiana.                               | Carlos Luis Sáenz Segura                                       | Cachí.                                                         |                                                                |                                                                |

#### Período 1982-1986.
Para las elecciones generales de 1982 en Costa Rica, la conformación del Concejo Municipal fue de siete regidores. La distribución fue la siguiente.
| Partidos políticos en el Concejo Municipal de Paraíso 1982-1986. | Partidos políticos en el Concejo Municipal de Paraíso 1982-1986. | Partidos políticos en el Concejo Municipal de Paraíso 1982-1986. | Partidos políticos en el Concejo Municipal de Paraíso 1982-1986. | Partidos políticos en el Concejo Municipal de Paraíso 1982-1986. | Partidos políticos en el Concejo Municipal de Paraíso 1982-1986. |
| Partido político                                                 | Partido político                                                 | Partido político                                                 | Regidores                                                        | Regidores                                                        | Regidores                                                        |
| ---------------------------------------------------------------- | ---------------------------------------------------------------- | ---------------------------------------------------------------- | ---------------------------------------------------------------- | ---------------------------------------------------------------- | ---------------------------------------------------------------- |
|                                                                  | Partido Liberación Nacional.                                     |                                                                  | 4                                                                | P.                                                               | José Alberto Barquero Cerdas                                     |
| S.                                                               | Partido Liberación Nacional.                                     | Minor Sanabria Vargas                                            | 4                                                                |                                                                  |                                                                  |
| P.                                                               | Partido Liberación Nacional.                                     | José Joaquín Brenes Siles                                        | 4                                                                |                                                                  |                                                                  |
| S.                                                               | Partido Liberación Nacional.                                     | José Joaquín Sánchez Zúñiga                                      | 4                                                                |                                                                  |                                                                  |
| P.                                                               | Partido Liberación Nacional.                                     | William Cerdas Vargas                                            | 4                                                                |                                                                  |                                                                  |
| S.                                                               | Partido Liberación Nacional.                                     | Fernando Enrique Ríos Aguirre                                    | 4                                                                |                                                                  |                                                                  |
| P.                                                               | Partido Liberación Nacional.                                     | Antonio Guevara Solano                                           | 4                                                                |                                                                  |                                                                  |
| S.                                                               | Partido Liberación Nacional.                                     | Alberto Antonio Chaves Cordero                                   | 4                                                                |                                                                  |                                                                  |
|                                                                  | Coalición Unidad.                                                |                                                                  | 2                                                                | P.                                                               | Ronald Segura Calderón                                           |
| S.                                                               | Coalición Unidad.                                                | Greivin Mora Carpio                                              | 2                                                                |                                                                  |                                                                  |
| P.                                                               | Coalición Unidad.                                                | Carmen López Loaiza                                              | 2                                                                |                                                                  |                                                                  |
| S.                                                               | Coalición Unidad.                                                | Gonzalo Varela Aguilar                                           | 2                                                                |                                                                  |                                                                  |
| Partido Obrero Campesino                                         | Partido Obrero Campesino                                         |                                                                  | 1                                                                | P.                                                               | José Rafael Meza Moya                                            |
| Partido Obrero Campesino                                         | Partido Obrero Campesino                                         | S.                                                               | 1                                                                | Carlos Luis Bonilla Chaves                                       |                                                                  |

La asignación por distrito de las sindicalías para estas elecciones fue dominada totalmente por el Partido Liberación Nacional.
| Partidos políticos según las sindicalías de Paraíso 1982-1986. | Partidos políticos según las sindicalías de Paraíso 1982-1986. | Partidos políticos según las sindicalías de Paraíso 1982-1986. | Partidos políticos según las sindicalías de Paraíso 1982-1986. | Partidos políticos según las sindicalías de Paraíso 1982-1986. | Partidos políticos según las sindicalías de Paraíso 1982-1986. |
| Partido político                                               | Partido político                                               | Partido político                                               | Síndicos                                                       | Síndicos                                                       | Distrito                                                       |
| -------------------------------------------------------------- | -------------------------------------------------------------- | -------------------------------------------------------------- | -------------------------------------------------------------- | -------------------------------------------------------------- | -------------------------------------------------------------- |
|                                                                | Partido Liberación Nacional.                                   |                                                                | P.                                                             | Gladys Solano Poltronieri                                      | Paraíso.                                                       |
| S.                                                             | Partido Liberación Nacional.                                   | Alice Loría Jiménez                                            |                                                                |                                                                | Paraíso.                                                       |
| P.                                                             | Partido Liberación Nacional.                                   | Carlos María Zúñiga Méndez                                     | Santiago.                                                      |                                                                |                                                                |
| S.                                                             | Partido Liberación Nacional.                                   | Gerardo Antonio Arce Serrano                                   | Santiago.                                                      |                                                                |                                                                |
| P.                                                             | Partido Liberación Nacional.                                   | Pedro Cordero Román                                            | Orosi.                                                         |                                                                |                                                                |
| S.                                                             | Partido Liberación Nacional.                                   | Francisco Eladio Redondo Sandoval                              | Orosi.                                                         |                                                                |                                                                |
| P.                                                             | Partido Liberación Nacional.                                   | Efraín Picado Roque                                            | Cachí.                                                         |                                                                |                                                                |
| S.                                                             | Partido Liberación Nacional.                                   | Gerardo Rodríguez Casasola                                     | Cachí.                                                         |                                                                |                                                                |

#### Período 1978-1982.
Para las elecciones generales de 1978 en Costa Rica, la conformación del Concejo Municipal fue de cinco regidores. La distribución fue la siguiente.
| Partidos políticos en el Concejo Municipal de Paraíso 1978-1982. | Partidos políticos en el Concejo Municipal de Paraíso 1978-1982. | Partidos políticos en el Concejo Municipal de Paraíso 1978-1982. | Partidos políticos en el Concejo Municipal de Paraíso 1978-1982. | Partidos políticos en el Concejo Municipal de Paraíso 1978-1982. | Partidos políticos en el Concejo Municipal de Paraíso 1978-1982. |
| Partido político                                                 | Partido político                                                 | Partido político                                                 | Regidores                                                        | Regidores                                                        | Regidores                                                        |
| ---------------------------------------------------------------- | ---------------------------------------------------------------- | ---------------------------------------------------------------- | ---------------------------------------------------------------- | ---------------------------------------------------------------- | ---------------------------------------------------------------- |
|                                                                  | Partido Liberación Nacional.                                     |                                                                  | 2                                                                | P.                                                               | Carlos Guillermo Morales Solano                                  |
| S.                                                               | Partido Liberación Nacional.                                     | Abilio Mata Alvarado                                             | 2                                                                |                                                                  |                                                                  |
| P.                                                               | Partido Liberación Nacional.                                     | Luis Orlando Sanabria Varela                                     | 2                                                                |                                                                  |                                                                  |
| S.                                                               | Partido Liberación Nacional.                                     | Alfredo Jarquín Sojo                                             | 2                                                                |                                                                  |                                                                  |
|                                                                  | Coalición Unidad.                                                |                                                                  | 2                                                                | P.                                                               | Nuria María Moya Carpio                                          |
| S.                                                               | Coalición Unidad.                                                | Gilberto Bonilla Mata                                            | 2                                                                |                                                                  |                                                                  |
| P.                                                               | Coalición Unidad.                                                | Marino Siles Vega                                                | 2                                                                |                                                                  |                                                                  |
| S.                                                               | Coalición Unidad.                                                | Antonio Gutiérrez Artavia                                        | 2                                                                |                                                                  |                                                                  |
| Partido Obrero Campesino                                         | Partido Obrero Campesino                                         |                                                                  | 1                                                                | P.                                                               | Juan Diego Castro Fernández                                      |
| Partido Obrero Campesino                                         | Partido Obrero Campesino                                         | S.                                                               | 1                                                                | José Rafael Meza Moya                                            |                                                                  |

La asignación por distrito de las sindicalías fue la siguiente.
| Partidos políticos según las sindicalías de Paraíso 1978-1982. | Partidos políticos según las sindicalías de Paraíso 1978-1982. | Partidos políticos según las sindicalías de Paraíso 1978-1982. | Partidos políticos según las sindicalías de Paraíso 1978-1982. | Partidos políticos según las sindicalías de Paraíso 1978-1982. | Partidos políticos según las sindicalías de Paraíso 1978-1982. |
| Partido político                                               | Partido político                                               | Partido político                                               | Síndicos                                                       | Síndicos                                                       | Distrito                                                       |
| -------------------------------------------------------------- | -------------------------------------------------------------- | -------------------------------------------------------------- | -------------------------------------------------------------- | -------------------------------------------------------------- | -------------------------------------------------------------- |
|                                                                | Partido Liberación Nacional.                                   |                                                                | P.                                                             | Sergio Alvarado Alvarado                                       | Paraíso.                                                       |
| S.                                                             | Partido Liberación Nacional.                                   | Victor Julio Madriz Martínez                                   |                                                                |                                                                | Paraíso.                                                       |
| P.                                                             | Partido Liberación Nacional.                                   | Marco Tulio Solano Mata                                        | Santiago.                                                      |                                                                |                                                                |
| S.                                                             | Partido Liberación Nacional.                                   | Joaquín Sánchez Masís                                          | Santiago.                                                      |                                                                |                                                                |
|                                                                | Coalición Unidad.                                              |                                                                | P.                                                             | Faustino Sancho León                                           | Orosi.                                                         |
| S.                                                             | Coalición Unidad.                                              | Daisy Solano González                                          |                                                                |                                                                | Orosi.                                                         |
|                                                                | Partido Liberación Nacional.                                   |                                                                | P.                                                             | José Manuel Rodríguez Rodríguez                                | Cachí.                                                         |
| S.                                                             | Partido Liberación Nacional.                                   | Ramiro Camacho Coto                                            |                                                                |                                                                | Cachí.                                                         |

## Elecciones.

### Elecciones de 2024.
Las Elecciones Municipales de Costa Rica 2024 se llevaron a cabo el día 4 de febrero del mismo año. En él, resultó electo el candidato del partido Unidos Podemos, Michael Álvarez Quirós, junto a sus acompañantes de fórmula, Merlyn Rojas Mora y Róger Zúñiga Vega. 
Para estos comicios municipales, algunas candidaturas ya eran conocidas en el escenario político paraiseño. El alcalde del período 2020-2024, Carlos Ramírez Sánchez, del Partido Liberación Nacional, apostó por la reelección. El candidato ganador, Michael Álvarez, obtuvo el segundo lugar en las Elecciones Municipales de 2020 con el Partido Accesibilidad Sin Exclusión, con el que fue síndico por Llanos de Santa Lucía para el período 2016-2020. La candidata por el Partido Liberal Progresista, Sonia Mata Coto, fue regidora por el Partido Verde Ecologista en el período 2016-2020, en el que ejerció su presidencia. Además, en las elecciones de 2020 postuló su candidatura como vicealcaldesa por el mismo partido. El partido Frente Amplio era representado por Luis Enrique Ortega Gutiérrez, hermano del entonces diputado frenteamplista Antonio Ortega Gutiérrez. Su candidata a la vicealcaldía era Laura Morales Brenes, vicealcaldesa durante la administración 2016-2020 por el Partido Accesibilidad Sin Exclusión, ejerciendo como alcaldesa desde 2018 debido a la polémica renuncia del entonces alcalde. El candidato por el Partido Nueva Generación, Fernando Chaves Rosas, ejerció como vicealcalde durante el período 2010-2016, ostentando la alcaldía al final de la administración por el ascenso del entonces alcalde a la Asamblea Legislativa y la renuncia de la primera vicealcaldesa.
En las elecciones para la alcaldía, el Partido Unidos Podemos obtuvo la victoria en los distritos de Paraíso, Orosi y Llanos de Santa Lucía. La victoria del partido en este último distrito fue significativa: 67,64% de los votos, superando el 11,61% del partido en segundo lugar. Unidos Podemos obtuvo el segundo lugar en el resto de distritos. El Partido Liberación Nacional obtuvo las victorias en los distritos de Santiago, Cachí y Birrisito, así como el segundo lugar en el resto de distritos. El Partido Liberal Progresista fue la tercera fuerza política en todos los distritos, menos en Cachí, en donde el Partido Unidad Social Cristiana ocupó esa posición.
En cuanto a los resultados para las regidurías, los resultados fueron los mismos, con algunas excepciones. El Partido Unidad Social Cristiana fue la segunda fuerza política en Cachí y la tercera en Birrisito. Además, el partido Frente Amplio fue el tercer partido más votado del distrito de Cachí, probablemente debido a que, Alejandra Matamoros, su candidata a primera regiduría, era oriunda del distrito. 
|  | 40,90 % |

|  | 24,10 % |

|  | 11,50 % |

|  | 8,00 % |

|  | 5,20 % |

|  | 3,40 % |

|  | 2,70 % |

|  | 2,30 % |

|  | 1,80 % |

|  | 97,88 % |

|  | 2,12 % |

|  | 100 % |

|  | 61,3 % |

### Elecciones de 2020.
Las Elecciones Municipales de Costa Rica para el período 2020-2024 se celebreraron el 2 de febrero de 2020. En el caso de Paraíso, hubo un total de trece candidaturas. La contienda fue más reñida de lo proyectado, teniéndose que esperar más tiempo del usual para conocer con claridad a la candidatura ganadora. El candidato del Partido Liberación Nacional, el ingeniero Carlos Manuel Ramírez Sánchez, resultó electo como alcalde. Sus candidaturas a vicealcaldías fueron Marta Elida Avendaño Mata y Luis Diego Calderón Sánchez.
Para estos comicios, muchas de las candidaturas estaban encabezadas por personas conocidas en el entorno de la política local, habiendo ocupado cargos de elección popular en el pasado. El Partido Accesibilidad Sin Exclusión postuló para la alcaldía a un ex síndico por Llanos de Santa Lucía, Michael Álvarez; Silvia Quirós, candidata por el partido Frente Amplio desempeñaba el cargo de bibliotecaria en la Biblioteca Pública Municipal de Paraíso; Elizabeth Morales, del Partido Restauración Nacional, quien se desempeñó como regidora para el período 2010-2016; o el ex director del Recinto de Paraíso de la Universidad de Costa Rica, Rodolfo Chávez Méndez, por el Partido Integración Nacional.
En las votaciones para la alcaldía, el Partido Liberación Nacional alcanzó la victoria en los distritos de Paraíso, Santiago y Cachí, con un decente margen de diferencia respecto a sus segundos lugares. El Partido Accesibilidad Sin Exclusión ganó en los distritos de Orosi y Santa Lucía, en este último por un amplísimo margen, llevándose el 49% de los votos del distrito. El partido Frente Amplio se posicionó como la segunda fuerza política en el distrito central. El Partido Unidad Social Cristiana logró un fuerte apoyo en el cantón de Cachí, en donde alcanzó el segundo lugar por solo 132 de diferencia con respecto al primero. Asimismo, el Partido Actuemos Ya obtuvo resultados prometedores en Santiago, segunda fuerza política, y Orosi, tercer lugar.
En cuanto a las elecciones de regidurías, los partidos Liberación Nacional, Accesibilidad Sin Exclusión y Unidad Social Cristiana mantuvieron su número de representantes en el concejo municipal (dos, dos y uno, respectivamente). Dos partidos políticos, Frente Amplio y Actuemos Ya, hicieron su debut cantonal al ganar una regiduría por primera vez. Este último es de escala provincial. De esta manera, Paraíso tuvo en su concejo municipal, desde la creación del Código Municipal de 1998 hasta lel período del 2024, al menos un partido a escala cantonal o provincial. Para las regidurías, los resultados fueron medianamente similares. Con excepciones para el Partido Actuemos Ya, que obtuvo la victoria en el distrito de Santiago. El Partido Unidad Social Cristiana alcanzó el tercer lugar en Orosi. Y el partido Frente Amplio obtuvo el segundo lugar en Llanos de Santa Lucía. Se puede extraer que, gracias a este quiebre de voto, los partidos Actuemos Ya y Unidad Social Cristiana obtuvieron regidores, pues recibieron 504 y 399 votos más para regidurías, respectivamente.
Otras aproximaciones llamativas de las elecciones, específicamente de las elecciones de las sindicalías, fueron la victoria del Partido Unidad Social Cristiana en el distrito de Cachí y el tercer lugar del partido Alianza Demócrata Cristiana en Orosi.
|  | 48,01 % |

|  | 41,68 % |

|  | 21,43 % |

|  | 13,53 % |

|  | 11,24 % |

|  | 9,75 % |

|  | 8,62 % |

|  | 8,52 % |

|  | 7,48 % |

|  | 7,21 % |

|  | 2,93 % |

|  | 1,51 % |

|  | 0,87 % |

|  | 97 % |

|  | 0,72 % |

|  | 1,91 % |

|  | 100 % |

|  | 39 % |